# Врхника
Врхника (словен. Vrhnika) — город и община на западе центральной части Словении.

## История
Во времена Римской империи населённый пункт, находившийся на месте современного города, назывался Nauportus. Современный город стал развиваться в средневековье. Впервые упоминается в немецких источниках в 1300 году под названием Ober Laibach или Ober Laybach (то есть «Верхняя Любляна»). Город был важным торговым центром вплоть до начала XVIII века, когда он стал терять своё значение. Тем не менее, Врхника ещё долго оставался важным транспортным узлом, находясь на пересечении дорог. Развитие города было во многом нарушено строительством Австрийской Южной железной дороги, которая обошла Врхнику; с тех пор он развивается главным образом как город-спутник Любляны.

## География
Расположен на реке Любляница, в 21 км к юго-западу от Любляны.

## Население
Население общины составляет 17 729 человек; население самого города — 7520 человек.

## Известные уроженцы
Врхника известен как место рождения известного словенского писателя Ивана Цанкара (1876—1918). В доме, где он родился, сейчас располагается музей.

## Галерея

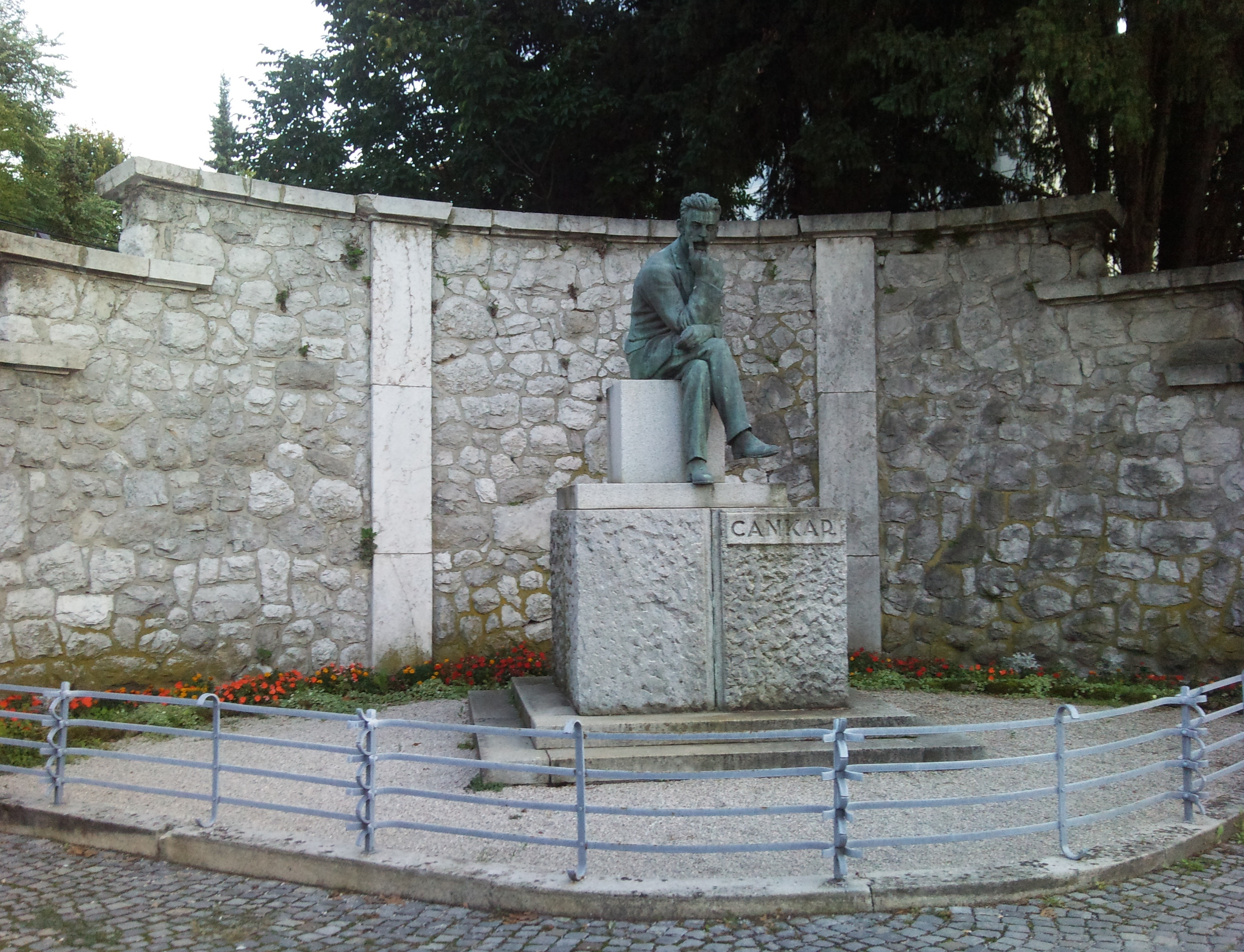
Памятник Ивану Цанкару
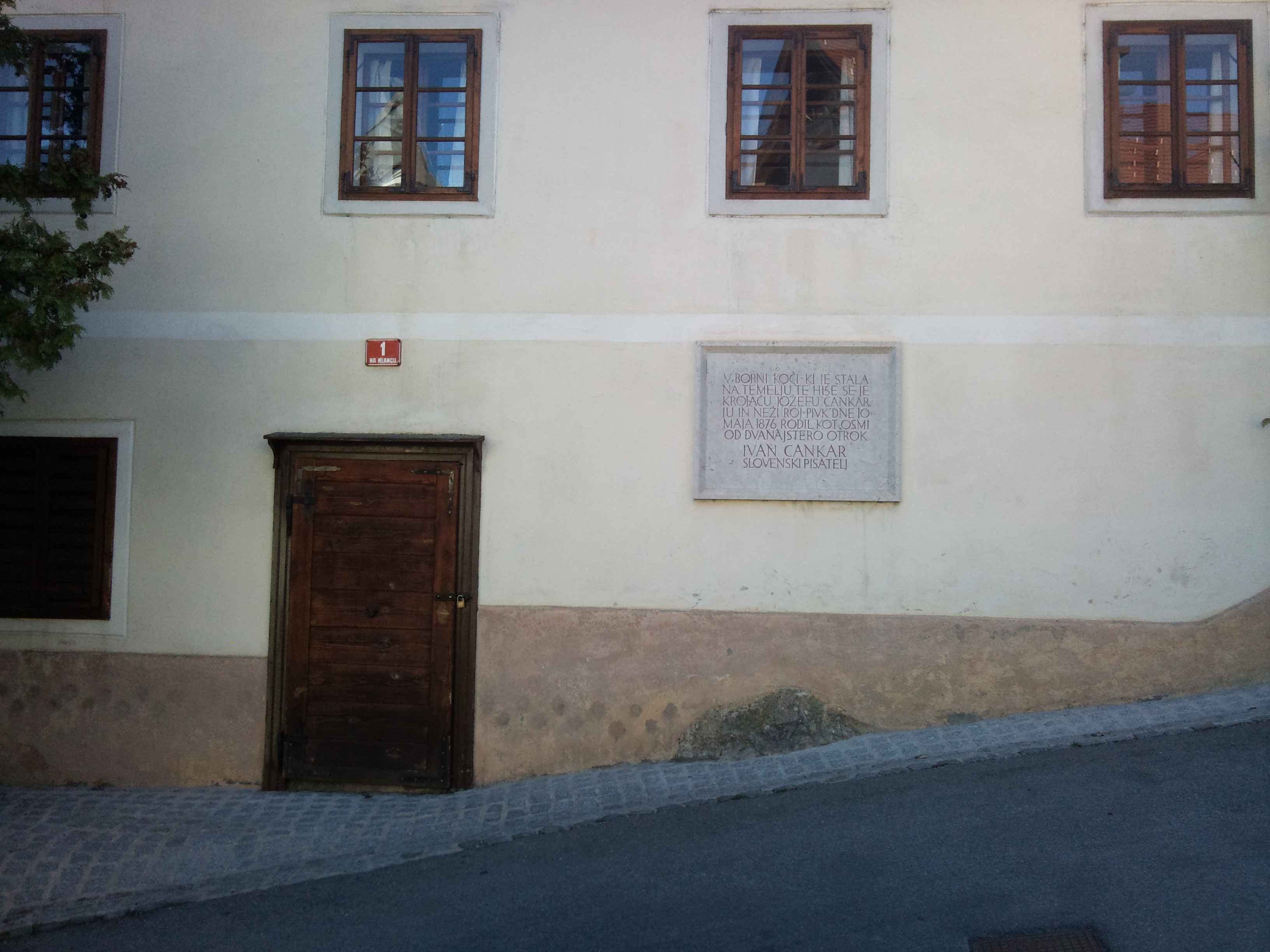
Дом Ивана Цанкара
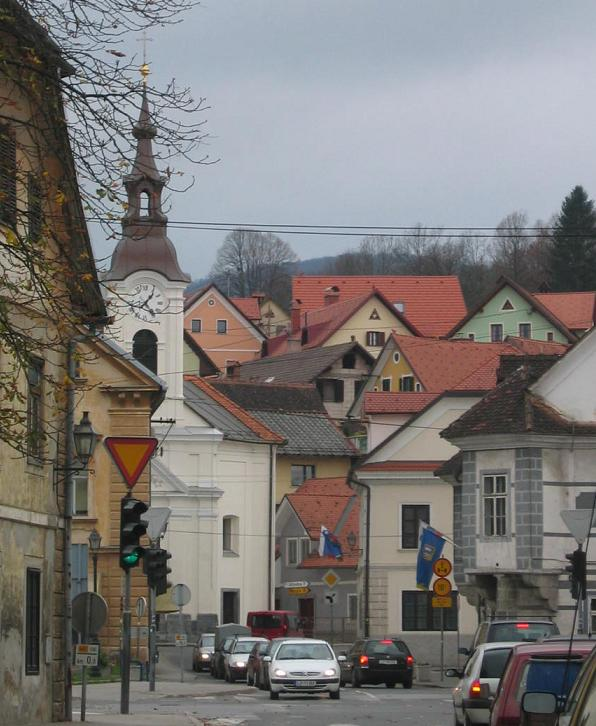